# سيدي كاوكي
سيدي كاوكي (بالإنجليزية: SIDI KAOUKI)‏ هي جماعة قروية تابعة لإقليم الصويرة ضمن جهة مراكش - تانسيفت - الحوز بالمغرب. بلغ مجموع عدد سكان  سيدي كاوكي حسب إحصاءات 2004 حوالي 4335 نسمة من بينهم 8 أجانب يعيشون في 902 أسرة.